# トルステン・ハス
トルステン・ハス（Torsten Haß、1970年 - ） は、ドイツの司書、作家。

## 略歴
1970年、ドイツのノイミュンスター生まれ。大学院の司書として働きながらシュトゥットガルトメディア大学を卒業し、1997年からケール大学図書館長を務めた。2009年の図書館の一新とRFIDの導入も率先し行った。
2014年、図書館長としてボーベンハイム＝ロクスハイムの市立図書館に異動した。2015年よりルートヴィヒスハーフェン大学図書館を率い、RFIDの導入や、新しい図書館の建物の計画を担当している。
司書として働きながら、ジャーナリスト、著作家としても活動している。 
2001年から2004年まではケール大学の広報担当を務め、インターネットラジオを運営するradio.deでも働きながら、バーデン＝ヴュルテンベルク州の新聞に記事を掲載したこともある。2006年から2011年まではミッテルバディシェ・プレスのフリーランスジャーナリストとして働き、ケール地方裁判所およびオッフェンブルク地方裁判所などの法廷記者を務めた。2009年から2015年にかけては、ケール大学とルートヴィヒスブルク行政財政大学の共同ブログでいくつかの作品を公開していた。 
2018年からラインランド・プファルツ大学図書館の協会理事を務めている。既婚者で2人の子供がおり、2014年時点でエッペルハイムに住居を構えている。 

## 作品

### ノンフィクション作品と参考書
- Arbeitgebermarke Bibliothek mit k(l)einem Budget. Eine Einführung mit Übungen. Spatz, Ludwigshafen 2021. ISBN 9798721527586.
- Bibliotheken für Dummies (zusammen mit Detlev Schneider-Suderland). 2., überarbeitete Auflage. Wiley-VCH, Weinheim 2021.
- Das Ende der Gemütlichkeit. Entwurf eines Fundraising-Konzepts für kleine und mittlere Wissenschaftliche Bibliotheken am Beispiel der Hochschulbibliothek Ludwigshafen. Spatz, Ludwigshafen 2021. ISBN 9798721523007.
- Vahīṅ dekhiye = EB(EN)D(A). Festschrift für Hellmut Vogeler (als Herausgeber). Rieber, Stuttgart 1996. ISBN 3928980084.
- WirUs. Zwei Jahre Corona-Pandemie an der Hochschulbibliothek Ludwigshafen/Rhein (zusammen mit Guido Oh). Spatz, Ludwigshafen 2022. ISBN 9798720835026.
- Wohnriester und Erbbau. Ein aktuelles Fallbeispiel. Spatz, Ludwigshafen 2021. ISBN 9798729121816.

### フィクション作品
これらではキム・ゴダル（Kim Godal）というペンネームを用いている。主にハイデルベルクの捜査官3人を描く地域犯罪小説などの犯罪小説や、ファンタジー小説に影響を受けた中世を舞台とする「Die Schwarze Zeit」などの歴史小説が含まれている。
- Das Kartenhaus. Ein Betrugs-Roman. Spatz, Ludwigshafen 2021. ISBN 9798579159939.
- Der König des Schreckens. Ein Vatikan-Krimi. Spatz, Ludwigshafen 2021. ISBN 9798526072229.
- Männchensache. Rechtsfälle zur Vorbereitung im Geschlechterkampf – Roman. Spatz, Ludwigshafen 2020. ISBN 9798551422877.
- Morddeich und andere Kurzprosa. Spatz, Ludwigshafen 2021. ISBN 9798746727725.
- Die Schwarze Zeit. Ein Mittelalter-Roman. Band 1–6. Spatz, Ludwigshafen 2021.
- Totenmelodie. Ein Kurpfalz-Krimi. Spatz, Ludwigshafen 2020. ISBN 9798557536196.
- Totenquintett. Ein Kurpfalz-Krimi. Spatz, Ludwigshafen 2020. ISBN 9798562428707.
- Totentraum. Ein Kurpfalz-Krimi. Spatz, Ludwigshafen 2021. ISBN 9798562438201.
- Das Vergehen. Die Unerwünschte. Zwei Erzählungen. Spatz, Ludwigshafen 2022. ISBN 9798468489451.

ドラマ作品
- En Nuit. Dramolett. Spatz, Ludwigshafen 2021. ISBN 9798526064675.
- Omega oder Das Hochzeitsmahl. Drama. Spatz, Ludwigshafen 2021. ISBN 9798526060639.
- Die Staatsschuld – In a State of Bonds. Drama. Spatz, Ludwigshafen 2020. ISBN 9798696700786.

詩集
- Das Christkind taumelt betrunken im Wald, der Weihnachtsmann torkelt nicht minder. Winter- und Weihnachtsgedichte. Spatz, Ludwigshafen 2020. ISBN 9798698453062.
- Es wiehert der Gaul, es graset das Pferd – Es machte auch nichts, wär’s mal umgekehrt. Liebesgedichte und andere. Spatz, Ludwigshafen 2020. ISBN 9798552135035.

### 独立した出版物
1989年から2021年の間に書かれた図書館にない記事とエッセイは、2021年にアンソロジーの「The Loss of Magic」に収録されている。さらに、2002年から2015年の間は、ケール大学のインターネット新聞、ブログ、などにレビューを書いていた。2021年、そのレビューのほとんどが複数巻で書籍公開された。